# Aboubacar M'Baye Camara
Aboubacar M'baye Camara (Conakry, 27 december 1985) is een Guinees voetballer die sinds 2017 voor RFC Spy uitkomt. Camara is een middenvelder.

## Carrière
Camara startte zijn profcarrière bij Satellite FC in eigen land. In 2004 haalde KSC Lokeren, van wie de Guinese club destijds een satellietclub was, hem naar Europa. Na een zeer korte aanpassingsperiode nam hij de plaats in van Davy De Beule op het Lokerse middenveld. Camara groeide er uit tot een sterkhouder: in vijf seizoenen tijd speelde hij 137 competitiewedstrijden voor de Oost-Vlaamse club. Het leverde hem interesse op uit het Midden-Oosten. In september 2009 trok hij op huurbasis naar Al-Khaleej SCC uit Saoedi-Arabië. Camara maakte een jaar later definitief de overstap naar de Saoedische club en speelde daarna nog voor twee clubs uit de Verenigde Arabische Emiraten: Dubai CSC en Al-Ittihad Kalba SC.
Na een korte passage bij de Franse amateurclub US Vaise keerde Camara terug naar zijn geboorteland, waar hij voor AS Kaloum Star ging spelen. Later kwam hij nog uit voor de Belgische amateurclubs RFC Meux en RFC Spy.
Camara kwam vijf keer uit voor de nationale ploeg van Guinee. Op 7 september 2011 scoorde hij in een oefeninterland tegen Venezuela zijn enige interlanddoelpunt.